# Коляда
Коляда́ (Первая коляда, Рождественский сочельник) — славянское народное название рождественского сочельника (чаще всего), праздника Рождества Христова, а также Святок от Рождества до Крещения. Основное значение — славянские обрядовые реалии Рождества.
Неотъемлемыми атрибутами праздника являлись ряженье (с использованием шкур, рогов и масок), колядование, колядные песни, одаривание колядовщиков, молодёжные игры, гадания.Коляда происходила с 7 по 19 января.

## Другие названия
ст.‑слав. колѧда, ю.-рус. Каляда́, белг. Ко́ляда, с.-рус. Коледа́, Кутейник, рус. Кутья сочельницкая, Богатая кутья, Первый Свят-вечер, Первая коляда, Первая кутья, Праздник Рождества Христова, Рождественский сочельник; укр. Вілiя, Корочун; бел. Першая, Вялікая, Багатая куцця; полес. Перша Каляда, болг. Ко́леда, Малка коледка, Суха коледа, Божич; макед. Божик; чеш. Štědrý večer; словац. Kračun; пол. Święto Godowe, Hody, Wigilia; в.-луж. Hody.
В Новгородской I летописи зафиксировано названия дня «Корочюн»: «Въ лѣто 6651 (1143). Стояше вся осенина дъждева, от Госпожина дни до Корочюна, тепло, дъжгь; и бы вода велика вельми въ Волхове и всюде…». Слово объяснено на полях подлинника как «до рожества христова».

## Этимология
Попытки этимологизировать слово предпринимались ещё в XIX веке. Дмитрий Щепкин видел в этом слове — колед (вокруг идущий), или коледа (круговые яства); П. Бессонов предполагал — колоду (зажжённый пень); Н. Костомаров производит коляду от слова коло (колесо).
Макс Фасмер считал, что слово «Коляда» представляет собой раннее (в конце праславянской эпохи) заимствование непосредственно из латыни (лат. calendae «календы, первый день месяца»), не через греческий (καλάνδαι). Соответствующие слова балтийских языков являются заимствованиями из славянских языков.
Согласно Этимологическому словарю славянских языков, слово хранит следы дохристианского значения «обряд, связанный с началом года» и лишь вторично (в ходе последующих христианско-латинских, средневеково-немецких влияний) приобщилось к празднику собственно Рождества. Широкое распространение, народность слова также говорят о его праславянской древности.
Александр Страхов считает, что нет оснований относить заимствование слова коляда к праславянской древности. В этом термине нет никакой «языческой» подоплёки, славянами он был заимствован как арготизм или профессионализм священнослужителей. Древнейшим его значением было «подарки, подаяние, собираемые духовенством», сравни ст.-чеш. na stedry den daj koladu (XV век), ср.-греч. τα καλανδικα «новогоднее довольствие» (VI век). В. Я. Петрухин согласен, что слово Коляда, как и народная обрядность Святок, восходит к византийским христианским традициям, а языческое происхождение им приписали древнерусские церковные поучения.
Согласно академическому изданию «Славянские древности: Этнолингвистический словарь», в чешских и польских церковных поучениях XV—XVI веков обычай колядовать в Рождественский сочельник осуждается как «языческий».

## История изучения коляды
Изучение коляды начато было в 1830-х годах Снегирёвым с мифологической точки зрения, которая со всеми своими крайностями выразилась в трудах О. Ф. Миллера и Афанасьева. Применение светил небесных к домохозяину и его семье О. Ф. Миллер объяснял древним верованием славян в существование самостоятельной семьи небесной, златоверхие терема — символизацией небесных пространств, освещённых солнцем, быстрое развитие младенца Христа — исполински развивающимися силами природы и т. д. В позднейшем и наиболее обширном труде А. А. Потебни («Объяснения малорусских и сродных песен», т. II, Варшава, 1887) мифологическая сторона колядок и щедровок сильно ограничена и многому дано объяснение с точки зрения бытового и литературного заимствования. В 1874 году появился 1-й том «Исторических песен малорусского народа с объяснениями», Вл. Б. Антоновича и М. Драгоманова (Киев), где многочисленные колядки и щедровки внесены в отдел исторических песен века дружинного и княжеских; исходя из представления о колядках, как о древнейших славословиях героям и князьям, издатели пытались открыть в отдельных песнях воспоминания о том или другом лице летописи. Костомаров, в обширной рецензии на этот сборник («Вестник Европы» 1874 г, № 12), признал, что общие черты древнего дружинного и княжеского быта вошли в К. не по воспоминаниям об отдельных исторических лицах, а потому, что черты эти были вообще присущи нравам народа, складу его жизни, условиям его общественного строя, его нравственным воззрениям и поэтическому вкусу. Наконец, с точки зрения теории заимствования поверий, обрядов и песен взглянул на колядки А. Н. Веселовский («Разыскания в области русского духовного стиха», VII, 1883), который, отводя широкое место греко-римским влияниям, высказал предположение, что «вместе с проповедью христианства могли переселяться не только церковные, но и народные обряды, удержавшиеся случайно под сенью церкви и прикрытием христианского святого, а с обрядом переселялись и сопровождавшие его песни — оригиналы наших щедривок, как тем же путём могли заходить и оригиналы рождественских песен». Особенно много доказательств представил А. Н. Веселовский в подтверждение мысли, что внешняя обрядность, и прежде всего маски и ряженье, представляет наследие римского обихода, которое переносилось с места на место сначала греко-римскими мимами, а затем их последователями и подражателями, всякого рода шпильманами, глумцами и скоморохами.

## Коляда у восточных славян
Коляда в славянской мифологии — воплощение новогоднего цикла. Одной из характернейших черт святок (как и масленицы) является ряжение, надевание тулупов шерстью вверх, ношение звериных масок и шумные карнавальные пляски в домах и на улицах. Рядятся в медведя, коня, быка, козу, гуся, журавля.
Вот как это происходило, например, в Вологодской губернии Российской империи: «…в битком набитую избу ввалились ряженые. Здесь есть и седой как лунь старик с клоком кудели вместо бороды, с батогом в руках; цыган с неизменной принадлежностью своего промысла — кнутом; цыганка с ребёнком-чучелом в руках; нищие, девушки-парни, парни-девушки. Вся эта толпа кричит, смеётся, пляшет. Вот седой старик начинает свои повествования. Цыган заводит речь о лошадях. Цыганка начинает гадать судьбу девушек. Нищие просят милостыню». Пляски ряженых отличались от тех парных или коллективных плясок, которые исполнялись на праздниках. Вслед за ряжеными парни и девушки изображали «странные движения», «прыжки и гарцевание», «удивительные и приотчетливые движения ногами», «всевозможные вихляния, верчения и кувыркания». Всё сопровождалось звоном, шумом, грохотом, треском, лязгом печных заслонок, железных вёдер, ложек, палок, сковородок и т. п. Святочные развлечения были насыщены эротикой, сексуальной символикой, а также соответствующей жестикуляцией и нецензурной лексикой, что в обычное время было категорически запрещено нравственным кодексом.
Во многих областях Украины, а также в районах Белгородской и Воронежской областей России после колядования обычно усаживали детей (колядовщиков) на порог дома на охапку сена, заставляли их «квохтать» — «штобы куры лутше неслись».
Неотъемлемым атрибутом празднования является звезда на шесте. Но эта звезда, возможно, появилась позже — после того как вместо чествования Коляды было введено празднование Рождества Христова как символ Вифлеемской звезды, возвестившей о рождении Иисуса Христа.
Колядующих везде встречали радушно, это было залогом того, что будущий год станет удачлив. В колядках много посвящений, предназначенных отдельно для хозяина, для хозяйки, для детей.
Пришли святки-колядки

На липовых саночках.

Саночки поломалися,

Рубашечки помаралися,

А колядки потерялися…
Бегла свинка от Максимка,

Да сгубила коляду,

А ты, хлопчик,

Не гуляй, не гуляй,

А колядки собирай, собирай…
Отражены коляды и в поговорках. «На коляды ночью трещит, а днём плющит». «Пришли колядки — блины да оладки». «Колядки — хозяйские порядки».

Не дуй, не вей, метелица.

 Коляда!

Не завевай дороженек,

 Коляда!

Я к мамке иду, веночки вью.

 Коляда.

От мамки пойду, венок разовью.

 Коляда!

Цветок упадёт, слеза проплывёт.

 Коляда!

А где венок — там ручеёк.

 Коляда!

У белорусов и украинцев, в меньшей степени у русских, иногда колядники показывали кукольные представления театра-вертепа (бел. батлейка) с Рождества и в течение Святок.

## Коляда у южных и западных славян
На востоке Болгарии Рождество называют Колядой. Ходят под Рождество, славя Христа — коледа́ри (на Васильев вечер — василича́ри); на Украине колядуют члены церковных братств, иногда со старостой во главе, испросив благословение священника, захватив церковный колокольчик и имея в виду выколядованное обратить на какую-нибудь благочестивую цель, щедруют же преимущественно дети, редко молодые женщины и парни; в Румынии под Рождество один состав певцов (юноши и отцы семейств, люди от 18 до 45 лет), под Новый год — другой (дети и юноши от 7 до 18 лет).
На западе Болгарии, в Македонии, Сербии, Хорватии и Словении праздник называется Божич. Накануне с наступлением темноты молодёжь ходит из дома в дом колядовать с пением колядок и различными магическими действиями, призванными обеспечить благополучие, урожай и здоровье в наступающем году. Колядование больше сохранилось в восточной и южной Сербии.
В чешских и польских церковных поучениях XV—XVI вв. осуждается языческий обычай колядовать в Рождественский сочельник, когда простые люди толпами ходят всю ночь и, подражая голосам животных, громко кричат, себя и других вводя во грех, и одобряется новый церковный обычай: накануне Рождества и за неделю до него в Чехии и Моравии ходят по домам колядовать ксендзы и церковные служки с пением латинских церковных песен; часто встречаются также призывы к верующим различать греховное и непристойное колядование (надевание масок, шумное поведение) и благочестивый обход по домам священнослужителей, которых тоже надлежало одаривать, а не захлопывать перед ними двери.

## Бытовые и языческие корни Коляды
Наряду с языческими и христианскими мотивами, видную роль играют в колядках мотивы бытовые, находящиеся в неразрывной связи с основной целью колядок — «дим звеселити», — прямо выраженной в самых песнях, в послесловиях или поколядях. Русские колядки совершенно чужды любовного элемента, встречающегося в румынских рождественских песнях. Имея своей задачей славление лица, которому они поются, выражение ему пожелания всяких благ, русские колядки отличаются серьёзностью и задушевностью. Содержание этих пожеланий видоизменяется, смотря по полу, возрасту и состоянию тех членов хозяйской семьи, к которым обращаются колядовщики: хозяину сулится семейное счастье и довольство, девушкам — счастливый брак. Это желанное, колядка в эпической обработке представляет осуществившимся: хозяин живёт в довольстве и счастлив семьёй, молодец — любовью и т. д. Колядки, воспевающие идеал брани, сулящие славу воинских подвигов, должны быть отнесены к числу наиболее древних. Во многих колядках сохранились черты древнего дружинного и княжеского века. П. В. Владимиров указывает многие черты, общие колядкам и былинам (например, запевы и заключения). Отразилась в колядках и позднейшая эпоха борьбы с поляками. Кое-что имеет и книжный источник (например «Ключ разумения», Иоанникия Голятовского). Ср. «Киевская Старина» 1889, № 1 и 1891, № 12.
Лучшие колядки сохранились в Галиции, у карпатских русинов. Большую стойкость обнаружили святочные обряды, во многом отмеченные чертами языческой древности, напоминающими как о чествовании новорождённого солнца, так и о культе предков.
Как праздник в честь рождения солнца, Коляда сопровождается в некоторых местах России разведением костров (у сербов и хорватов сжигают бревно-бадняк; у скандинавов julblock; у французов caligneau, la souche de Noël; в Англии yulelog; осетины всю ночь под Новый год поддерживают огни), и к ней повсеместно приурочено много пожеланий урожая. Такое значение имеют переговоры за караваем хлеба (см. Корочун), обрядовое посыпание хлебного зерна, разнообразные гадания, мимическое подражание паханию, которое у галицких русинов развилось в целую игру, справляемую парубка́ми в день св. Мелании. Благосклонное внимание богов, с языческой точки зрения, обуславливалось надлежащим их угощением, жертвоприношениями; отсюда обрядовое употребление хлеба, каши, но особенно свиньи. В Северной России печётся ещё козулька, имеющая вид или козла на четырёх ножках (Владимирская губерния), или других животных, или птицы (Олонецкая губерния); козюльку берегут из года в год, чтобы скотинка ходила летом домой и плодилась, а также, чтобы её любил дворовый хозяин (см. Домовой). Последнее поверье приводит нас к культу предков, который рельефно выступает в рождественской обрядности Украины и Беларуси. В «свят вечир» (канун Рождества) вечерний ужин, состоящий в Лубенском уезде, главным образом, из кутьи (ячневая, изредка пшеничная) и узвара (отвар сушёных плодов), имеет семейный и в частности поминальный характер: кутью оставляют на ночь для умерших родственников; по народному верованию, на стене бывают видны смутные отражения маленьких, как куклы, людей, спускающихся к столу.
Наибольшей архаичностью отличается празднование святок у белорусов, вообще не отличающееся от украинской обрядности. Любопытнейшую особенность белорусских святок составляют игрища, которые имеют отношение к гаданию о суженом, но отчасти напоминают и игрища «межю селы» (летопис.); наиболее замечательна женитьба цярэшки — игра с вакхическим характером, изображающая свадьбу нескольких пар.

## Колядки
Святочные народные песни Колядки широко распространены у украинцев, в меньшей мере у белорусов, у русских встречаются реже и то большей частью на севере в виде так называемого «виноградья», то есть в виде величальных песен с традиционным припевом: «виноградье, красно-зелено моё» (колядки у русских по-видимому вытеснены вследствие особо сильной борьбы с ними церкви и правительства). Соответствия восточно-славянским колядкам встречаются в фольклоре всех других славянских да и многих других европейских народов. Особенно близки и по сюжетам и по форме к славянским колядкам: румынские, называемые colinda, ср.-чешское и словацкое название песен — koleda, словинское kolednica, coleda, сербское — koleda, kolenda, албанское — kolĕndŭ. Считается, что перечисленные названия песен восходят к названию греко-римского праздника нового года — calendae. Название новолетия у многих народов было перенесено на праздник рождения христианского бога (болгарское — колада, коляда, коленде, французское — tsalenda, chalendes, charandes, провансальское — calendas) или на канун этого праздника (русское, украинское, белорусское — коляда). Подробное слияние новогодних и святочных празднеств новоевропейских народов с праздниками греко-римскими обнаруживает не только сходство названий, но и совпадение отдельных моментов обрядов, увеселений и прочее. Разбираясь в сложном комплексе святочных обрядов и песен новоевропейских, в частности восточно-славянских, этнографы и фольклористы вскрывают элементы, восходящие у многих народов к явлениям традиционной аграрной магии и местных культов, элементы, заимствованные из греко-римской культуры как в эпоху дохристианскую, так и позднее, в причудливом сочетании «языческого» и христианского.

## Поговорки и приметы
- В одном кармане сочельник, в другом чистый понедельник[32].
- Первый блин в Сочельник овцам (от мора)[33].
- На Святой рубаха хоть плохонька, да беленька; к Рождеству хоть сурова, да нова[34].
- Если на Рождество Христово шьют, то в доме слепыш родится[34].
- В Сочельник хорошая погода и утренняя звезда ясна — будет в амбаре тесно (пол. Wigilia piękna i jutrznia jasna, będzie w stodole ciasno)[13].